# Флуктуон
Флуктуо́н — квазичастица, наблюдающаяся в неупорядоченных сплавах и подобных им системах.
В неупорядоченных сплавах вокруг электрона образуется флуктуация концентрации одной из компонент сплава, которая создает для электрона потенциальную яму и, захватив его, тем самым может сделать флуктуацию устойчивой. Такие устойчивые образования и являются флуктуонами.
Механизм образования флуктуонов близок к механизму образования поляронов.